# Brzeziny (Skomlin)
Pour les articles homonymes, voir Brzeziny (homonymie).
Brzeziny est une localité polonaise de la gmina de Skomlin, située dans le powiat de Wieluń en voïvodie de Łódź.